# Parnassius acco
Parnassius (Tadumia) acco Gray, 1853, è un lepidottero della famiglia Papilionidae.

## Descrizione

### Adulto
La pagina superiore delle ali anteriori risulta di colore giallastro o bianco-grigiastro, col margine costale e la zona basale irrorati di scaglie nere, mentre scaglie più chiare sono presenti nella cellula; quest'ultima, che è di tipo chiuso, è percorsa trasversalmente da due o tre bande larghe di colore scuro, con ampiezza e tonalità variabili a seconda della sottospecie in esame. Il margine esterno delle ali anteriori appare scuro, con macchie chiare e tondeggianti in netto contrasto con lo sfondo, intercalate dalle venature. Una banda discale bruno-nerastra, di andamento sinuoso, parte dall'apice della cellula discale e raggiunge la III venatura, ma, in taluni casi, può spingersi fino al margine dorsale. Spesso sulle ali anteriori sono presenti macchie rosse ocellate, bordate di nero, il cui colore tende a scomparire negli esemplari preparati su stenditoio.
La pagina superiore delle ali posteriori presenta un colore di fondo simile a quello delle ali anteriori, ma con tonalità che tendono a schiarirsi sempre più, via via che ci si avvicina al margine. A partire dall'angolo anale le venature risultano intercalate da una serie di macchie scure tondeggianti, di valore sistematico, e da una seconda serie di macchie scure a forma di mezzaluna, anch'esse variabili in funzione della sottospecie considerata. Sono presenti due macchie ocellate, bordate di nero, che hanno una colorazione variabile dal rosso vivo fino al giallo-rosato; esse si trovano tra le venature IV e V e tra le venature VII e VIII.

La pagina inferiore dell'ala anteriore ha una tonalità di fondo biancastra, in cui le macchie presenti sulla pagina superiore non trovano quasi mai corrispondenza, ma sono visibili solo in trasparenza. Fanno eccezione di solito le due bande nere trasversali della zona discale. La pagina inferiore dell'ala posteriore presenta una colorazione brunastra, con disegni molto meno definiti rispetto alla pagina superiore, venature più marcate, e sono visibili le macchie a mezzaluna che intercalano le venature. Le macchie rosse o gialle bordate di nero non sono spesso visibili.

Sia l'ala anteriore, sia quella posteriore presentano margini bordati di fitte ciglia di colore biancastro. Negli esemplari preparati, le diversità di cromatismo tra ala anteriore e posteriore vengono meno. Le antenne, filiformi e clavate, sono di colore nero, ricoperte in modo più o meno uniforme da scaglie biancastre. L'addome è molto scuro e talvolta presenta una peluria chiara. Dopo l'accoppiamento lo sphragis è di dimensioni ragguardevoli.
L'apertura alare varia da 40 a 60 mm, a seconda della sottospecie.

## Distribuzione e habitat
La specie è presente in Pakistan, India (stati del Kashmir, Himachal Pradesh e stati orientali fino al Sikkim), Nepal, Cina (Tibet) e Bhutan (Talbot, 1939; Lewis, 1974; Chou, 1994).
Le informazioni riguardanti questo taxon sono scarse. La sottospecie P. a. gemmifer è protetta in India.

## Tassonomia

### Sottospecie
Sono state descritte varie sottospecie, alcune molto simili tra loro e di incerta validità (Chou, 1994):

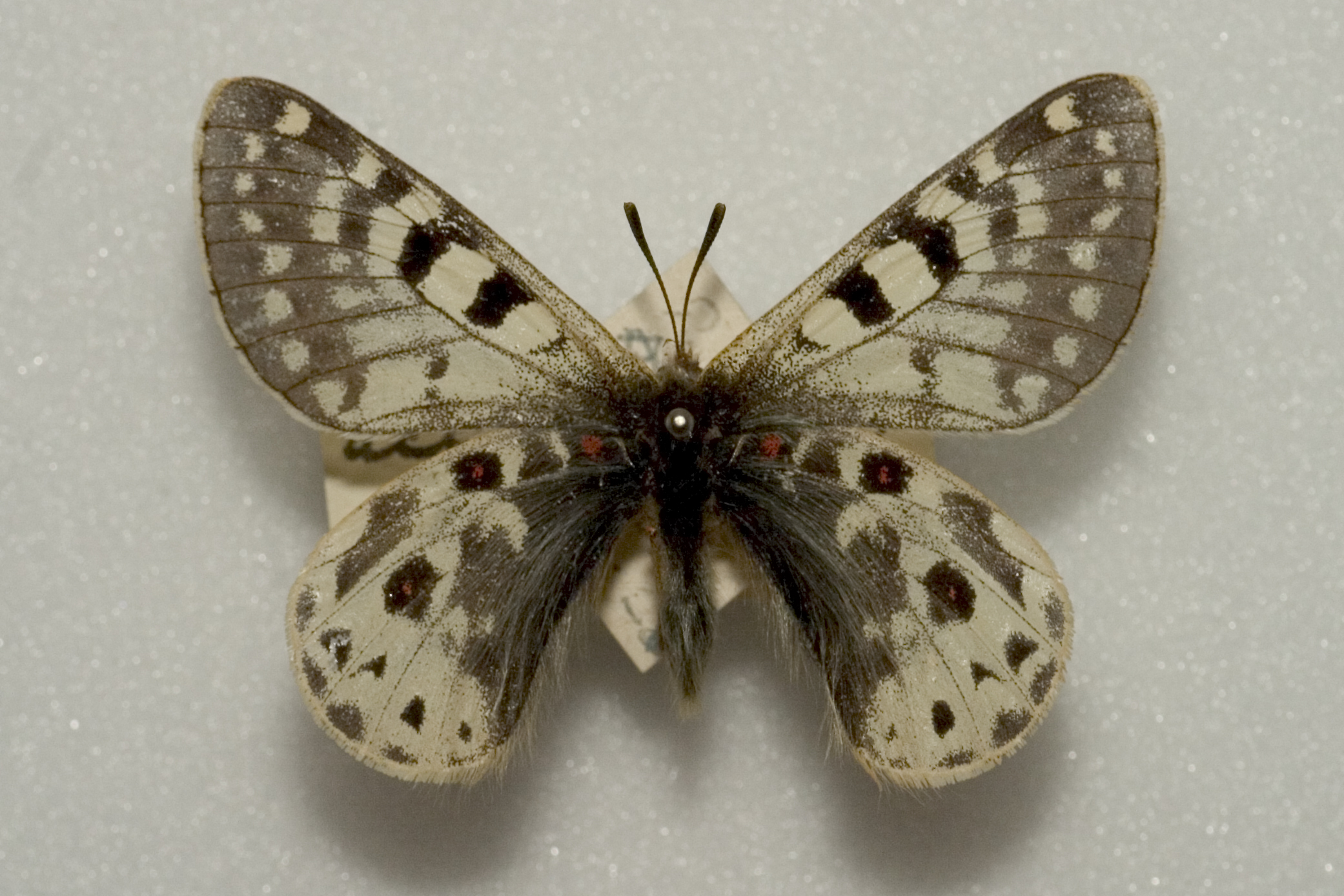
Esemplare della sottospecie Parnassius acco gemmifer

- Parnassius acco acco Gray, 1853 (loc. typ. Kumaon, India)
- Parnassius acco akico Morita, 1997
- Parnassius acco andromeda Kocman, 1996
- Parnassius acco aristocratus Kocman, 1999
- Parnassius acco baltorana Bang-Haas, 1937
- Parnassius acco chumurtiensis Bang-Haas, 1928
- Parnassius acco gemmifer Fruhstorfer, 1904
- Parnassius acco gyanglaputsai Huang, 1998, (loc. typ.: Naogaola)
- Parnassius acco gloria Kocman, 1996
- Parnassius acco hampsoni Avinoff, 1916 (loc. typ.: Karakorum)
- Parnassius acco janae Kawasaki, 1999
- Parnassius acco jirinae Rose & Kawasaki, 1997
- Parnassius acco krausei Bryk, 1940
- Parnassius acco mirabilis Bang-Haas, 1927
- Parnassius acco pseudobubo Mikami, 1998
- Parnassius acco pundjabensis Bang-Haas, 1927
- Parnassius acco tagalangi Bang-Haas, 1927 (loc. typ.: Spiti, Ladak, Tibet sudoccidentale)
- Parnassius acco tulaishani Schulte, 1992
- Parnassius acco transhimalayensis Eisner, 1938 (loc. typ.: Jammu, Kashmir)
- Parnassius acco vairocana Sinkai & Weiss, 1992
- Parnassius acco yvonne Eisner, 1959.

### Sinonimi
Tadumia acco (Bryk, 1853)